# Опус два
«Опус два» (ісп. Opus dos) — дебютний роман Анхеліки Городішер у жанрі наукової фантастики. Опублікований 1967 року.

## Сюжет
Події «Опусу два» відбуваються в далекому майбутньому, в місцевості, де колись розташовувався Буенос-Айрес. Трапилось щось жахливе — війна, катастрофа глобального масштабу, яка ледь не знищила все людство.  Настав кінець й білому супремасизму, адже в перебудованому суспільстві чільні позиції тепер займають негри. Роман складається з дев'яти історій, які розповідають про конфлікти та еволюцію між цими двома суспільствами.